# Karim Tulaganov
Karim Tulaganov (n. 27 august 1973, Regiunea Tașkent, Republica Sovietică Socialistă Uzbecă, URSS) este un boxer ce a reprezentat Uzbekistan, medaliat olimpic. A participat la o ediție a Jocurilor Olimpice (1996) în care a câștigat o medalie de bronz.

## Participări
Lista de mai jos prezintă principalele competiții la care a participat Karim Tulaganov de-a lungul carierei.
- boxing at the 1996 Summer Olympics – light middleweight[*]